# Эноэда, Кэйносукэ
Кэйносукэ Эноэда ((яп. 榎枝 慶之輔), 4 июля 1935—29 марта 2003) — японский каратист (Сётокан-карате).
Родился 4 июля 1935 года в префектуре Фукуока на о. Кюсю, что на юге Японии.
Являясь прямым потомком самураев, как и все его сверстники с детства стал заниматься кен-до и дзюдо. К 17-и годам был обладателем 2-го дана по дзюдо. В университете Такусоку увидел демонстрацию карате, что повлияло на выбор учебного заведения и всю его дальнейшую жизнь.
Помимо академических достоинств, университет Такусоку был хорошо известен школой боевых искусств, в частности секцией карате. После двух лет тренировок получил 1-й дан по карате, в 21 год стал капитаном университетского клуба карате. Именно в это время он тренировался у Гитина Фунакоси.
После окончания университета в 1957 году Эноэда получил предложение пройти курс инструкторов при JKA.
В течение трёх лет занимался под руководством ведущих инструкторов Хидэтаки Нисиямы и Масатоси Накаямы.